# Pierre-Joseph de Preux
Pierre-Joseph de Preux, né le 28 avril 1795 à Venthône en Suisse et mort le 15 juillet 1875 à Sion, est un évêque suisse de l'Église catholique romaine. Évêque émérite de Sion de 1843 à sa mort, il est le premier président de la Conférence des évêques suisses dès 1863.

## Biographie
Pierre-François de Preux est le fils de Johann Joseph Augustin, seigneur féodal, porte-drapeau et maire de Sierre, et de son épouse Maria Josepha Magdalena Rubin. Il est élève des collèges jésuites de Saint-Maurice-de-Laques au-dessus de Sierre, ainsi que de Brigue et de Sion. Il étudie la théologie au grand séminaire de Sion. À partir de 1818, il étudie au Collegium Germanicum, alors situé à Ferrare, en Émilie-Romagne, et à Rome. En 1822, il obtient son doctorat en théologie et en droit et est ordonné prêtre à Rome,.
En 1822, il devient professeur de dogmatique et d'exégèse au grand séminaire de Sion, à partir de 1827 recteur du séminaire. Il devient chanoine à la cathédrale Notre-Dame en 1822 et membre du chapitre de la cathédrale en 1834.
En 1843, Pierre-Joseph de Preux est élu évêque de Sion et confirmé comme tel par le pape Grégoire XVI. De 1863 à 1875, il est membre de la Conférence des évêques suisses, dont il est co-initiateur.
Il assiste au premier concile du Vatican (1869-1870) et se fait connaître comme un défenseur de l'infaillibilité papale. Grégoire XVI le nomme en 1854 assistant au trône pontifical. En 1862, il est fait citoyen d'honneur de Rome,.